# It’s Magic (Ahmad-Jamal-Album)
 It’s Magic  ist ein 2008 veröffentlichtes Jazz-Album von Ahmad Jamal.

## Das Album

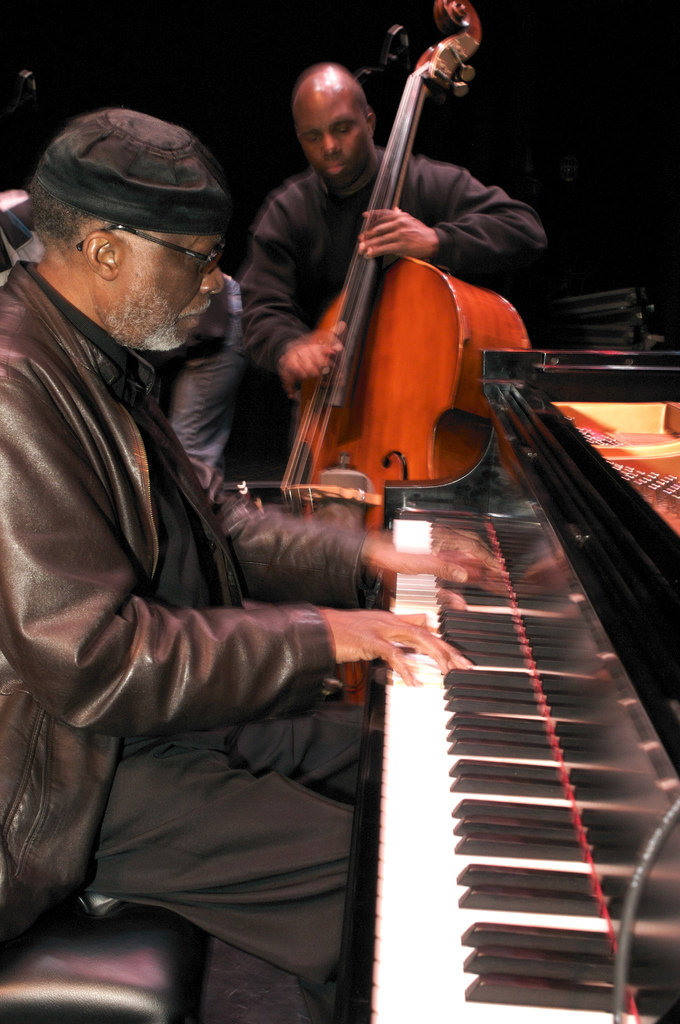
Ahmad Jamal und James Cammack

Das Album wurde zwischen dem 25. und 28. November 2007 in Straßburg aufgenommen. Neben Jamal spielen sein langjähriger Bassist James Cammack und Idris Muhammad am Schlagzeug. Das Trio wurde durch den Latin-Perkussionisten Manolo Badrena verstärkt.
Das Album enthält sechs Kompositionen von Jamal, unter anderem Back to the Island mit Anlehnungen an Calypsoklänge sowie das exotische Arabesque. Jamal nutzt öfters Zitate aus anderen Liedern in der Mitte seiner eigenen Stücke, so etwa Eleanor Rigby von den Beatles im Eröffnungsstück des Albums.

## Titelliste
Alle Stücke von Ahmad Jamal, soweit nicht anders vermerkt
1. Dynamo – 4:06
2. Swahililand – 3:59
3. Back to the Island – 5:53
4. It’s Magic (Sammy Cahn / Jule Styne) – 4:57
5. Wild Is the Wind / Sing (Joe Raposo / Ned Washington) – 9:12
6. The Way You Look Tonight (Dorothy Fields / Jerome Kern) – 3:16
7. Arabesque – 7:30
8. Papillon – 6:27
9. Fitnah – 8:33

## Rezeption
Ian Patterson schrieb bei Allaboutjazz:

“The tremendous energy, finesse and sheer originality present in It's Magic, which has characterized much of Jamal's music this last decade in particular, is evidence that there is plenty of life in the old dog yet.”

„Die enorme Energie, Finesse und schiere Originalität in It's Magic, die viel von Jamals Musik insbesondere in diesem letzten Jahrzehnt geprägt hat, ist ein Beweis, dass noch viel Leben in dem alten Hund ist.“

Ken Dryden bewertete das Album bei Allmusic mit vier von fünf möglichen Sternen und meinte:

“Even though Ahmad Jamal can sometimes rely a bit too heavily on song quotes, jazz piano fans will enjoy this release.”

„Obwohl Ahmad Jamal sich manchmal ein bisschen zu sehr auf Songzitate verlässt, werden Jazz-Piano-Fans diese Veröffentlichung genießen.“